# Esham
Рашам А́ттика Смит (англ.  Rashaam Attica Smith), также известный под псевдонимом И́шем (англ. Esham, East Side Hoes And Money) — исполнитель хип-хопа из Детройта, штат Мичиган, также известен как основатель своего «галлюциногенного» хип-хоп жанра с элементами рока под названием «Acid Rap», тематикой песен которого являются наркотики, зло, паранойя, секс и смерть. После выпуска дебютного альбома Boomin' Words from Hell Смит стал одним из основателей жанров хорроркор, рэп-рок и рэп-метал. Всего Esham за свою карьеру выпустил ещё 14 студийных альбомов, шесть EP и три компиляционных альбома. Также Смит является владельцем лейбла Reel Life Productions и основателем группы Natas (совместно с другими местными рэперами, Mastamind и TNT). Смит повлиял на таких рэперов, как Кид Рок и Insane Clown Posse.

## История

### Начало карьеры
Рашам Аттика Смит родился в Лонг-Айленде, Нью-Йорк. Ишем вырос между окрестностями Seven Mile на восточной стороне от Детройта, где он жил со своей матерью и ходил в Осборнскую школу и Нью-Йорком, где проводил летние каникулы у бабушки.
Смит научился играть на гитаре, фортепиано и тромбоне, а также слушал таких исполнителей, как Sugar Hill Gang, Run-DMC, Оззи Осборн и Kiss. Ишем начал писать оригинальные тексты, и его старший брат, Джеймс Смит, предложил серьёзно начать свою хип-хоп карьеру. Позже Esham вспоминал: «Он чувствовал, что у меня был классный флоу, и считал, что я могу привнести в хип-хоп нечто новое. В то время в Детройте не существовало собственной рэп-сцены — все просто копировали то, что считалось нужным».
В возрасте 13 лет, Смит выпустил свой дебютный альбом, Boomin' Words from Hell в 1989 году. Относительно альбома, Смит заявил: «Мы называли улицы Детройта „Адом“ на этой записи. Так вот, мои идеи пришли оттуда». В 1990 году, Ишем и Джеймс Смит основал свой независимый лейбл Reel Life Productions, на котором альбом был переиздан с альтернативным трек-листом и обложкой. Ишему было трудно завоёвывать поклонников, потому что многие списали тёмное содержание его текстов и изображения в виде Shock Value, в то время как поклонники хип-хопа не приняли альбом из-за его хэви-метал влияний.
После выпуска двух EP, Erotic Poetry и Homey Don't Play, Esham завершил двойной альбом под названием Judgement Day, состоящий из двух томов «Day» и «Night», был выпущен в этих томах отдельно 9 апреля 1992 г. Allmusic писал, что Judgement Day, Vol. 1 не может быть его хорошо продуманной работой, но, безусловно, выступает в качестве его наиболее вдохновенного труда 90-х годов, в то время как Vol. 2 не столь сильный, как первый том, страдающих в основном из-за числа слабых треков, что делает Vol. 2 менее важным из двух.

### KKKill the Fetus,Closed CasketиDead Flowerz
Как студент Осборнской средней школы, Ишем встретился с Mastamind, который дал ему ленту своих демо произведений, и они образуют группу Natas совместно с давним другом Ишема, TNT. В 1992 году Ишем появился на Carnival of Carnage, дебютном альбоме Insane Clown Posse, выпущенном 18 октября 1992. Он спродюсировал три трека и принял участие в заключительный треке альбома. В ноябре группа Natas выпустила свой дебютный альбом, Life After Death. В 1993 году Ишем выпустил свой третий альбом «KKKill the Fetus». Allmusic писал: «На данный момент рэп в его карьере уже достиг почти пиковых уровней, и его производство показывает продолжение пути к изобретательности. […] Ещё никогда Ишем не был таким твёрдым».
22 ноября 1994 года, Ишем выпустил свой четвёртый студийный альбом,Closed Casket. Allmusic писал: «большинство поклонников с хронологическим подходом к его альбому должны достаточно онеметь. Но если это один из ваших первых опытов с Ишемом, этот альбом должен упаковать пунш с её темной природы». В мае 1996 года Ишем выпустил свой пятый студийный альбом, Dead Flowerz. Он достиг # 38 на Billboard , в чарте R & B / Hip-Hop Альбомы.

### Overcore Records (1999—2001)
В 1999 году Reel Life Productions стал Overcore Records, и Ишем подписал контракт с TVT Records в целях распространения выходной метки. В июне 2001 года Overcore выпустил альбом Kool Keith 'Spankmaster, в котором поучаствовал и Ишем, а также последовал восьмой альбом Смита, Tongues, который достиг максимального уровня # 7 чарте независимых альбомов, # 46 Top R & B / Hip-Hop Альбомы и # 195 на Billboard 200. В августе 2001 года, Ишем и D12 приняли участие на Warped Tour, после которого члены D12 побили Смита из-за текста его песни «Chemical Imbalance», в котором упоминается дочь члена D12 Эминема, который не присутствовал во время тура.

### Psychopathic Records (2002—2005)
В 2002 году Ишем подписал контракт с Psychopathic Records, на котором был выпущен сборник Acid Rain. Было объявлено, что Ишем как бы отходит от тёмных тем песен его предыдущих работ. 18 ноября 2003 года Ишем выпустил свой девятый студийный альбом, Repentance. Он достиг # 9 в чарте Heatseekers, # 10 на чарте независимых альбомов, и № 71 на Top R & B / Hip-Hop Albums Chart. Allmusic писал про альбом: «Repentance — это небольшой шаг вперёд для Ишема. Он, кажется здесь очень уверенным, чувствующим себя комфортно в качестве художника […] когда он тянет всё вместе […] он делает некоторое из лучшей музыки своей долгой, плодотворной, но в значительной степени непризнанной карьеры». После выхода A-1 Yola, Ишем уходит из Psychopathic в 2005 году. Альбом достиг максимального уровня # 6 на чарте Heatseekers, # 12 на основном чарте независимых альбомов, # 48 Top R & B / Hip-Hop Альбомы и № 176 на Billboard 200. После ухода из Psychopathic Ишем продолжает выпускать альбомы на собственном лейбле, и делать подкаст, который появлялся полурегулярно на его официальном сайте.

### Релизы 2008 и далее
26 августа 2008 года Смит выпустил свой одиннадцатый студийный альбом, Sacrificial Lambz. Он достиг # 50 на Billboard Top Heatseekers # 42 на Top R & B / Hip-Hop Albums Chart. В октябре, Смит решил баллотироваться на мэра Детройта. 28 июля 2009 Смит выпустил свой 12-й альбом «I Ain't Cha Homey», который ознаменовал возвращение «Homey the Clown», дебют которого состоялся на EP 1991 года «Homey Don't Play». После выпуска альбома появились слухи о том, что альбом является диссом на Insane Clown Posse, которые позже не подтвердились. 3 августа 2010 года Смит выпустил свой четырнадцатый студийный альбом, Suspended Animation также в 2011 году ожидается новый релиз Смита, альбом, продолжение альбома «I Ain't Cha Homey», под названием Secret Society Circus.

## Стиль и влияние
Ишем относится к его манере исполнения, как «Acid Rap», сравнивая тексты с галлюцинациями ЛСД. Стиль Ишема было также описан как horrorcore хип-хоп, который «шокирует своим описанием, чтобы дать более преувеличенную, почти мультяшную версии городских лишений в Детройте», в соответствии автора Сара Коэн. Тексты песен Смита были направлены на такие темы, как смерть, наркотики, зло, паранойя и секс, и включены упоминания про Сатану. По словам Смита:
Люди буквально боятся моих записей. Там было так много слухов обо мне и моих записях. Люди получили первый альбом, и они просто выдумывают истории. Они попадают в аварии и говорят «я попал в аварию, потому что я играл, что лента». Это было не так, мы помогли себе, когда мы описали, что было в головах людей. Это не шокировало людей, хотя, однако, чтобы получить людей, вовлечённых в то, что мы делаем. Мы должны были привлечь внимание людей. [… ] Мы говорили много вещей, которые люди хотели бы сказать, но не говорят. Мы говорили о многих политических и социальных вопросах, о которых люди не хотят говорить
После обвинения в сатанизме, Смит решил, что «Closed Casket» станет последним альбомом, в котором упоминается дьявол. По словам Смита, «я был в состоянии, чтобы развлекать людей в течение 20 лет. Я просто стараюсь, чтобы поднять людей сейчас. Последние вещи, которые я делаю, я пытаюсь получить сообщение с людьми, а я их развлекаю в то же время».
Жанр «Acid Rap» является смесью хип-хопа и дэт-метала. Ишем определил жанр как аналог «современного блюза или тяжёлого металла». Ишем повлиял на таких как Insane Clown Posse, Эминем и Кид Рок. По словам автора Шерил Линетт Кейес, в музыке Ишема «звуком металла с чувством хип-хопа» формируется музыкальная основа для таких, как Korn, Limp Bizkit, Everlast и Kottonmouth Kings. Смит заявил, что «много людей идёт в моём обширном бэк-каталоге и повторяют мои идеи, и думаю, что они придумывают что-то новое. Я польщён этим. Я использовал для получения расстройство, но старше я получаю, я понимаю, что мы были на более высоком уровне, чем многие люди».

## Дискография
- «Boomin' Words from Hell» (1989)
- «Erotic Poetry» [EP] (1991)
- «Homey Don't Play» [EP] (1991)
- «Judgement Day» (1992)
- «KKKill the Fetus» (1993)
- «Hellterskkkelter» [EP] (1993)
- «Maggot Brain Theory» [EP] (1994)
- «Closed Casket» (1994)
- «Dead Flowerz» (1996)
- «Bruce Wayne: Gothom City 1987» (1997)
- «Detroit Dogshit» [Greatest hits album] (1997)
- «Mail Dominance» (1999)
- «Bootleg: From the Lost Vault, Vol. 1» [Greatest hits album] (2000)
- «Tongues» (2001)
- «Acid Rain» [Greatest hits album] (2002)
- «Repentance» (2003)
- «A-1 Yola» (2005)
- «Lamb Chopz» [EP] (2007)
- «Sacrificial Lambz» (2008)
- «Esham 4 Mayor» [EP] (2008)
- «I Ain't Cha Homey» (2009)
- «Hellaween: Pure Horror» (2009)
- «Suspended Animation (альбом Esham)» (2010)
- «Secret Society Circus» (2011)
- «DMT Sessions» (2011)
- «Venus Fly Trap LP» (2012)
- «Dichotomy» (2015)
- «Scribble» (2017)
- «Dead of Winter» (2018)
- «She Loves Me» (2020)
- «She Loves Me Not» (2020)